# أمينة (فلم 1980)
أمينة هو فيلمٌ مغربيٌ أنتج عام 1980.

## قصة الفيلم
أمينة طالبة شابة تحمل دون أن تكون متزوجة. يرفضها أهلها، ولكنها في المقابل ترفض أن تتزوج.

## طاقم العمل
الفيلم من بطولة نجدة صباح، ومصطفى المحمدي. أخرجه محمد التازي بن عبد الواحد (أو محمد عبد الرحمن التازي).
أدار التصوير نادية سعيد أو نادية بنسعيد، وهي أول مصورة سينامئية في المغرب.